# Vernasca
Vernasca est une commune italienne de la province de Plaisance, dans la région Émilie-Romagne.

## Administration
| Période                                  | Période | Identité | Étiquette | Qualité |
| ---------------------------------------- | ------- | -------- | --------- | ------- |
|                                          |         |          |           |         |
| Les données manquantes sont à compléter. |         |          |           |         |

### Hameaux
Bacedasco, Borla, Castelletto, Mignano, Settesorelle, Trinità, Vezzolacca, Vigoleno.

### Communes limitrophes
Alseno, Bore, Castell'Arquato, Lugagnano Val d'Arda, Morfasso, Pellegrino Parmense, Salsomaggiore Terme.